# Hermann Korn

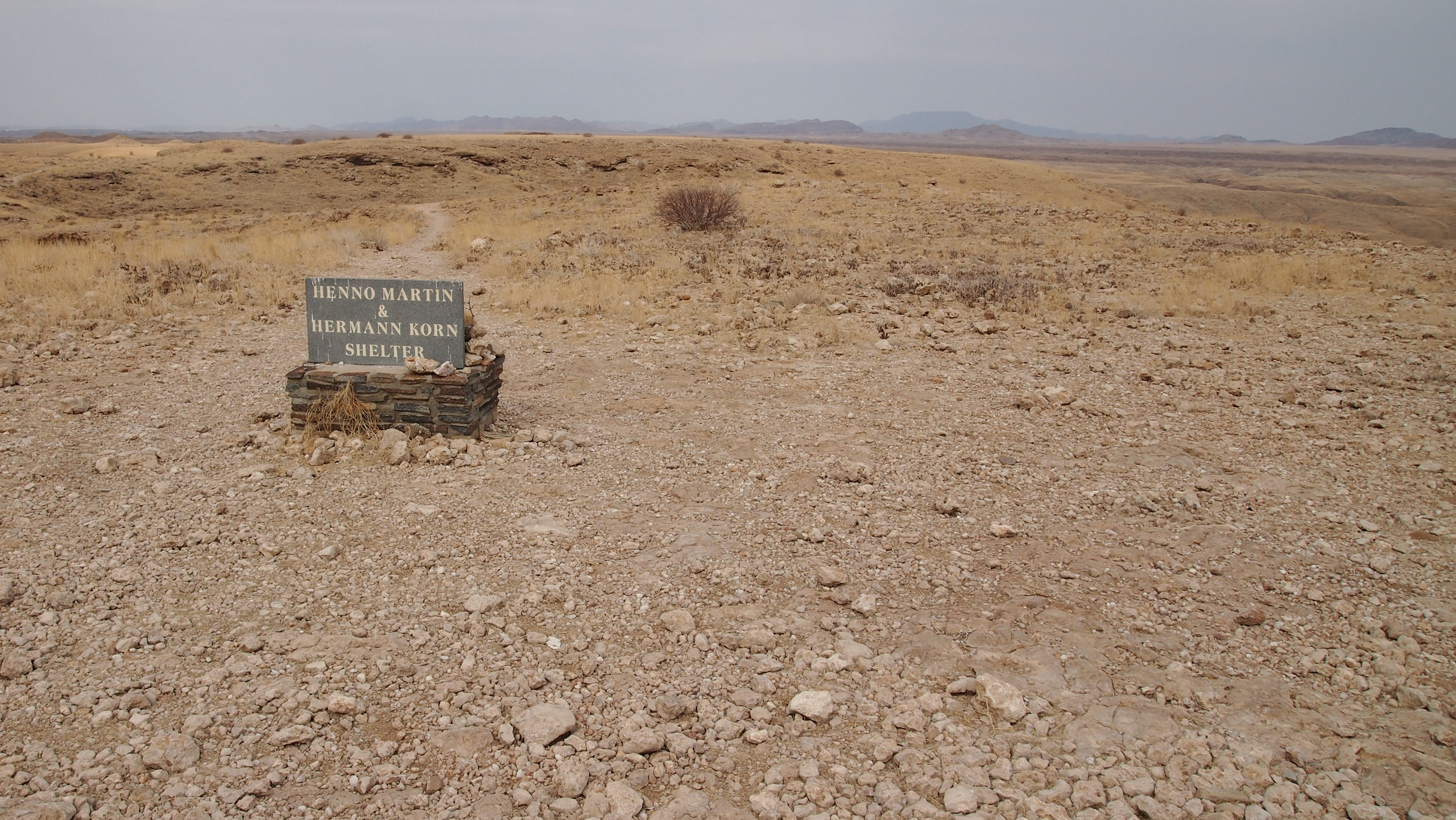

Hermann Korn (* 24. Oktober 1907 in Seggerde, Kreis Gardelegen; † 9. August 1946 in Windhoek, Namibia) war ein deutscher Geologe.

## Leben und Wirken
Korn studierte Mineralogie und Geologie zunächst in Rostock bei Carl Wilhelm Correns, dann bei Johannes Weigelt in Greifswald und Halle. 1935 promoviert er bei Hans Cloos in Bonn.
Hermann Korn verließ Deutschland am 7. August 1935 zusammen mit seinem Freund und Kollegen Henno Martin. Sie reisten in das Gebiet der ehemaligen deutschen Kolonie Deutsch-Südwestafrika, damals das Mandatsgebiet Südwestafrika unter Verwaltung der Südafrikanischen Union (heute Namibia). In der Walfischbucht gelandet, begannen sie mit der Kartierung des Naukluftgebirges und erforschten Wasservorkommen für die dort ansässigen Farmer. Nach Ausbruch des Zweiten Weltkriegs mussten die beiden befürchten, wie viele Deutsche in Südwestafrika (zu dem Lager im Zweiten Weltkrieg siehe Jan Kempdorp), interniert zu werden. Um dem zu entgehen, flüchtete Hermann Korn im Mai 1940 gemeinsam mit Henno Martin in einem Auto und einem Kleinlaster in die Wüste um den Kuiseb-Canyon westlich von Windhoek. Dort führten sie zweieinhalb Jahre ein primitives Jäger- und Sammlerdasein in der ständigen Angst, entdeckt zu werden. Neben der lebensnotwendigen Suche nach Nahrung und Wasser beschäftigten sich die beiden Forscher auch weiterhin mit ihren kartographischen und geologischen Arbeiten sowie mit philosophischen Fragen und diversen Evolutionstheorien. Auf Grund einer Vitaminmangelkrankheit Korns mussten die beiden in die Zivilisation zurückkehren, wo sie umgehend verhaftet wurden. Sie wurden jedoch nicht interniert und konnten nach Zahlung einer geringen Geldstrafe wieder ihren beruflichen Tätigkeiten nachgehen.
Als begeisterter Maler fertigte Hermann Korn zahlreiche Aquarelle der Wüstenlandschaft an, welche später postum veröffentlicht wurden. Henno Martin veröffentlichte nach dem Krieg das Buch Wenn es Krieg gibt, gehen wir in die Wüste über ihre gemeinsame Zeit in der Wüste. Nach dem Krieg arbeitete Hermann Korn wieder auf dem Gebiet der Exploration von Wasservorkommen. Hermann Korn starb am 9. August 1946, als sein Auto nachts von einer Eisenbahnbrücke stürzte. Seine letzte Ruhestätte befindet sich auf dem Windhoeker Hauptfriedhof.

## Schriften
- Hermann Korn, Peter von Egan-Krieger (Hrsg.): Zwiegespräch in der Wüste: Briefe und Aquarelle aus dem Exil 1935–1946. Klaus Hess Verlag, Göttingen 1996, ISBN 3-9804518-9-5.